# Big Ticket Television
Big Ticket Television est une maison de production télévisuelle américaine créée en 1984 par le réseau CBS en partenariat avec Coleco. Elle a été vendue à Aaron Spelling en 1992 pour la somme de 25 millions de dollars. En 1999, Spelling Entertainment et Big Ticket Television sont rachetés par Viacom.